# Missing Links Volume 2
Missing Links Volume 2 är ett samlingsalbum med The Monkees som innehåller tidigare outgivna låtar eller tidigare outgivna versioner av låtar utgivet i januari 1990.
Till skillnad från den första volymen i den här serien Missing Links 1987 är alltså inte samtliga låtar tidigare outgivna. En del har givits ut tidigare, fast i andra versioner. Serien avslutades i och med Missing Links Volume 3 1996.
Låtarna är inspelade 1966 - 1968.

## Låtlista
1. All The King's Horses (Michael Nesmith)
2. Valleri (Tommy Boyce/Bobby Hart)
3. St. Matthew (Michael Nesmith)
4. Words (Tommy Boyce/Bobby Hart)
5. Some Of Shelly's Blues (Michael Nesmith)
6. I Wanna Be Free (Tommy Boyce/Bobby Hart)
7. If I Ever Get To Saginaw Again (Jack Keller/Bob Russell)
8. Come On In (Jo Mapes)
9. I'll Be Back On My Feet (Sandy Linzer/Denny Randell)
10. Michigan Blackhawk (Michael Nesmith)
11. Hold On Girl (Billy Carr/Jack Keller/Ben Raleigh)
12. The Crippled Lion (Michael Nesmith)
13. Changes (David Jones/Steve Pitts)
14. Mr. Webster (Tommy Boyce/Bobby Hart)
15. You Just May Be The One (Michael Nesmith)
16. Do Not Ask For Love (Michael Martin Murphey)
17. Circle Sky (Michael Nesmith) (live)
18. Seeger's Theme (Pete Seeger)
19. Riu Chiu (traditional)